# Flickan på cafét
Flickan på cafét (originaltitel: The Girl in the Café) är en brittisk film (drama/komedi) från 2005 med manus av Richard Curtis (som även står bakom manuset till filmerna Fyra bröllop och en begravning och Notting Hill).

## Handling
Filmen handlar om Lawrence och Gina som av en slump möter varandra på ett café i London. Lawrence arbetar för den brittiska finansministern och har knappt tid att knyta skorna. Men han övertalar Gina att följa med honom till Reykjavik där han ska delta i ett G8-möte. Den gryende romansen blir här satt på prov när Gina lägger sig i toppmötets diskussioner.

## Om filmen
Filmen gjordes och sändes – delvis – som en del i den brittiska kampanjen Make Poverty History, som ett politiskt inlägg inför G8 toppmötet 2005; att sätta fokus på fattigdomen i u-länderna. Men Richard Curtis ville också ta tillfället i akt att göra en annorlunda kärleksfilm mellan två personer, och att ge Bill Nighy en huvudroll i en romantisk film (då filmens bi-historia handlar om den trevande kärleksrelationen mellan Lawrence och Gina).

## Rollista (urval)
- Bill Nighy - Lawrence
- Kelly Macdonald - Gina
- Ken Stott
- Meneka Das
- Anton Lesser
- Corin Redgrave
- Peter Rnic